# Charlotte Rampling
Tessa Charlotte Rampling, OBE (Essex, Inglaterra, 5 de febrero de 1946), es una actriz británica. Alcanzó la categoría de mito erótico gracias a la polémica película Portero de noche (1974) de Liliana Cavani.

## Biografía
Rampling nació en Sturmer, Essex, hija de Anne Isabelle (de soltera Gurteen; 1918-2001), y el pintor Godfrey Rampling, medallista olímpico de oro y del ejército británico. Creció en Gibraltar, España y Francia. Asistió a la Academia Juana de Arco en Versalles. Tuvo una hermana, Sarah, que se suicidó en 1966, a los 23 años de edad.
Debutó en la década de 1960 con roles menores en varios filmes, hasta que en 1969 tuvo un papel más destacado en La caída de los dioses de Luchino Visconti. Fue catapultada al estrellato y a la condición de sex symbol con El portero de noche de Liliana Cavani. 
En su carrera artística ha rodado películas tanto en Estados Unidos como en Europa trabajando con directores reconocidos como Woody Allen, entre otros. Ha alternado el cine de autor (en ocasiones controvertido) con producciones de Hollywood y taquilleras como Orca (con Richard Harris), Adiós, muñeca (con Robert Mitchum), The Verdict de Sidney Lumet (con Paul Newman), El corazón del ángel de Alan Parker, Basic Instinct 2 (con Sharon Stone), Deception (con Hugh Jackman) y La duquesa (con Keira Knightley). Participó en la película española Caótica Ana de Julio Medem.
Con la película Swimming pool obtuvo el Premio de Cine Europeo. Fue jurado del Festival Internacional de Cine de Cannes de 1976.
En 2015, con la película 45 años ganó el Oso de Plata a la mejor actriz en el Festival Internacional de Cine de Berlín y fue nominada al premio Óscar.
Estuvo casada en segundas nupcias con el músico Jean Michel Jarre.

## Filmografía
| Año  | Título                                    | Personaje                          |
| ---- | ----------------------------------------- | ---------------------------------- |
| 1964 | A Hard Day's Night                        | Bailarina en club nocturno         |
| 1965 | El knack... y cómo lograrlo               | Chica que hace esquí acuático      |
| 1965 | Rotten to the Core                        | Sara Capell                        |
| 1966 | Georgy Girl                               | Meredith                           |
| 1967 | La leyenda de un valiente                 | Jane                               |
| 1968 | Sequestro di persona                      | Christina Fisher                   |
| 1969 | Target: Harry                             | Ruth Carlyle                       |
| 1969 | La caída de los dioses                    | Elisabeth Thalmann                 |
| 1969 | Three                                     | Marty                              |
| 1971 | Vanishing Point                           | Autoestopista (escenas eliminadas) |
| 1971 | Addio fratello crudele                    | Annabella                          |
| 1971 | The Ski Bum                               | Samantha                           |
| 1972 | Henry VIII and His Six Wives              | Ana Bolena                         |
| 1972 | Corky                                     | Esposa de Corky                    |
| 1972 | Asylum                                    | Barbara                            |
| 1973 | Giordano Bruno                            | Fosca                              |
| 1974 | Zardoz                                    | Consuella                          |
| 1974 | Caravan to Vaccarès                       | Lila                               |
| 1974 | El portero de noche                       | Lucia Atherton                     |
| 1975 | Yuppi du                                  | Silvia                             |
| 1975 | La chair de l'orchidée                    | Claire                             |
| 1975 | Adiós, muñeca                             | Helen Grayle                       |
| 1976 | Foxtrot                                   | Julia                              |
| 1977 | Orca, la ballena asesina                  | Dra. Rachel Bedford                |
| 1977 | Más allá del bien y del mal               | No acreditada                      |
| 1977 | Un taxi mauve                             | Sharon Frederick                   |
| 1980 | Stardust Memories                         | Dorrie                             |
| 1982 | The Verdict                               | Laura Fischer                      |
| 1984 | Viva la vie!                              | Catherine Perrin                   |
| 1985 | On ne meurt que deux fois                 | Barbara Spark                      |
| 1985 | Tristesse et beauté                       | Léa Uéno                           |
| 1986 | Max, mon amour                            | Margaret Jones                     |
| 1987 | Angel Heart                               | Margaret Krusemark                 |
| 1987 | Mascara                                   | Gaby Hart                          |
| 1988 | Paris by Night                            | Clara Paige                        |
| 1988 | D.O.A.                                    | Mrs. Fitzwaring                    |
| 1989 | Rebus                                     | Miriam, contessa di Du Terrail     |
| 1993 | Hammers Over the Anvil                    | Grace McAlister                    |
| 1993 | Asphalt Tango                             | Marion                             |
| 1994 | Murder in Mind                            | Sonya Davies                       |
| 1994 | Time Is Money                             | Irina Kaufman                      |
| 1996 | Invasion of Privacy                       | Deidre Stiles                      |
| 1996 | Asphalt Tango                             | Marion                             |
| 1997 | Las alas de la paloma                     | Tía Maude                          |
| 1999 | The Cherry Orchard                        | Lyubov Ranyevskaya                 |
| 2000 | Signs and Wonders                         | Marjorie                           |
| 2000 | Hommage à Alfred Lepetit                  |                                    |
| 2000 | Aberdeen                                  | Helen                              |
| 2000 | Sous le sable                             | Marie Drillon                      |
| 2001 | The Fourth Angel                          | Kate Stockton                      |
| 2001 | Superstition                              | Frances Matteo                     |
| 2001 | Spy Game                                  | Ann Cathcart                       |
| 2002 | Embrassez qui vous voudrez                | Elizabeth Lannier                  |
| 2003 | I'll Sleep When I'm Dead                  | Helen                              |
| 2003 | Swimming Pool                             | Sarah Morton                       |
| 2003 | The Statement                             | Nicole                             |
| 2004 | Jerasalemski sindrom                      |                                    |
| 2004 | Immortel (ad vitam)                       | Elma Turner                        |
| 2004 | Le chiavi di casa                         | Nicole                             |
| 2005 | Lemming                                   | Alice Pollock                      |
| 2005 | Vers le sud                               | Ellen                              |
| 2006 | Basic Instinct 2                          | Milena Gardosh                     |
| 2006 | Désaccord parfait                         | Alice d'Abanville                  |
| 2007 | Angel                                     | Hermione Gilbright                 |
| 2007 | Caótica Ana                               | Justine                            |
| 2008 | Deception                                 | Wall Street Belle                  |
| 2008 | Babylon A.D.                              | Gran sacerdotisa noelita           |
| 2008 | The Duchess                               | Georgiana Spencer, condesa Spencer |
| 2009 | Le bal des actrices                       | Ella misma                         |
| 2009 | Boogie Woogie                             | Emille                             |
| 2009 | La femme invisible (d'après une histoire) | Rose                               |
| 2009 | Life During Wartime                       | Jacqueline                         |
| 2010 | Never Let Me Go                           | Miss Emily                         |
| 2010 | StreetDance 3D                            | Helena                             |
| 2010 | Rio Sex Comedy                            | Charlotte                          |
| 2010 | The Mill and the Cross                    | Mary                               |
| 2011 | Melancholia                               | Gaby                               |
| 2011 | Cars 2                                    | Narradora                          |
| 2011 | The Eye of the Storm                      | Elizabeth Hunter                   |
| 2011 | Cleanskin                                 | Charlotte McQueen                  |
| 2012 | I, Anna                                   | Anna Welles                        |
| 2012 | Tutto parla di tie                        | Pauline                            |
| 2013 | Night Train to Lisbon                     | Adriana do Prado                   |
| 2013 | Joven y bonita                            | Alice                              |
| 2013 | The Sea                                   | Miss Vavasour                      |
| 2014 | Portrait of the Artist                    | La madre (voz)                     |
| 2015 | The Forbidden Room                        | The Ostler's Mother                |
| 2015 | 45 años                                   | Kate Mercer                        |
| 2016 | Assassin's Creed                          | Ellen Kaye                         |
| 2017 | El sentido de un final                    | Veronica Ford                      |
| 2017 | Hannah                                    | Hannah                             |
| 2017 | Euphoria                                  | Marina                             |
| 2018 | Red Sparrow                               | Matrona                            |
| 2018 | The Little Stranger                       | Mrs. Aryes                         |
| 2019 | Valley of the Gods                        | Amanda Joyce                       |
| 2019 | Benedetta                                 |                                    |
| 2021 | Dune                                      | Gaius Helen Mohiam                 |
| 2024 | Dune: Part Two                            | Gaius Helen Mohiam                 |

## Premios y distinciones
Premios Óscar
| Año  | Categoría    | Película | Resultado |
| ---- | ------------ | -------- | --------- |
| 2016 | Mejor actriz | 45 años  | Nominada  |

Crítica Cinematográfica
| Año  | Categoría    | Película | Resultado |
| ---- | ------------ | -------- | --------- |
| 2016 | Mejor actriz | 45 años  | Nominada  |

Festival Internacional de Cine de Venecia
| Año  | Categoría                 | Película | Resultado |
| ---- | ------------------------- | -------- | --------- |
| 2017 | Copa Volpi - Mejor actriz | Hannah   | Ganadora  |

Festival Internacional de Cine de Berlín
| Año  | Categoría                      | Película | Resultado |
| ---- | ------------------------------ | -------- | --------- |
| 2015 | Oso de Plata a la mejor actriz | 45 años  | Ganadora  |

Premios del Cine Europeo
| Año  | Categoría            | Película      | Resultado |
| ---- | -------------------- | ------------- | --------- |
| 2001 | Mejor actriz europea | Bajo la arena | Candidata |
| 2003 | Mejor actriz europea | Swimming Pool | Ganadora  |

Premios César
| Año  | Categoría                          | Película                  | Resultado |
| ---- | ---------------------------------- | ------------------------- | --------- |
| 2006 | César a la mejor actriz secundaria | Lemming                   | Candidata |
| 2004 | César a la mejor actriz            | Swimming Pool             | Candidata |
| 2002 | César a la mejor actriz            | Bajo la arena             | Candidata |
| 2001 | César honorífico                   |                           | Ganadora  |
| 1986 | César a la mejor actriz            | On ne meurt que deux fois | Candidata |

Festival Internacional de Cine de Valladolid
| Año  | Categoría       | Película    | Resultado |
| ---- | --------------- | ----------- | --------- |
| 2023 | Espiga de Honor | Trayectoria | Ganadora  |